# Металлург (хоккейный клуб, Серов)
Хоккейный клуб «Металлург» Серов — хоккейная команда из города Серова. Основан в 1946 году.
В сезонах 1948/49 — 1954/55 команда выступала в чемпионате РСФСР. С сезона 1955/56 по 1965/66 — в классе «Б». В марте 1957 года на домашнем льду команда заняла 3-е место в финальном турнире класса «Б» (на тот момент — 2-го по значимости дивизиона советского хоккея); лучшим нападающим финального турнира был признан её игрок Рудольф Жуйков, играющим тренером команды был Виктор Тарасов. В сезоне 1965/66 «Металлург» стал чемпионом РСФСР победив в турнире команд класса «Б» (на тот момент — 3-го по значимости дивизиона советского хоккея), перешёл в класс «А». В сезонах 1966/67 — 1970/71 — в «младших» дивизионах класса «А». В сезонах 1975/76 — 1981/82 — вновь в классе «Б» (де-факто уже́ 4-й дивизион).
В 1990 году в Серов переехал свердловский СКА, клуб первой лиги; команда стала называться СКА «Металлург». В сезоне 1990/91 команда заняла предпоследнее место в первой лиге и выбыла во вторую лигу, где провела сезон 1991/92.
С 1992 по 2009 год «Металлург», как правило, выступал во втором по значимости дивизионе российского хоккея (Открытое первенство России / Высшая лига чемпионата России). Летом 2009 года клуб покинул лигу из-за финансовых проблем и прекратил существование в качестве профессионального.
27 июля 2012 года «Металлург» был принят в состав участников Первенства МХЛ
. В МХЛ-Б команда провела один сезон (2012/13), выступив в нём крайне неудачно.

## Достижения
- Чемпион РСФСР: 1966

## Известные хоккеисты
Список выступавших за клуб игроков, о которых есть статьи в русской Википедии, см. здесь